# Luis Puente
Luis Fernando Puente Prado, ou plus simplement Luis Puente, né le 13 février 2003 à Colima, est un footballeur mexicain qui joue au poste d'avant-centre au Deportivo Guadalajara ainsi qu'en équipe du Méxique des moins de 17 ans.

## Carrière

### En sélection nationale
En octobre et novembre 2019, Luis Puente est sélectionné pour la Coupe du monde des moins de 17 ans au Brésil, où il joue deux matchs et marque un but avec le Mexique. Les Mexicains atteignent la finale de la compétition, ayant déjà été champions en 2005 et 2011. Les performances de Puente, surclassé d'une année moins de 17 ans, sont remarquées lors du mondial.

## Palmarès
Mexique -17 ans
- Coupe du monde des moins de 17 ans
  - Finaliste en 2019.